# Kovács István (tornaedző)
Kovács István (Mátészalka, 1956. október 31. –) Berki Krisztián olimpiai bajnok, háromszoros világbajnok és hatszoros Európa-bajnok magyar tornász, lólengés-specialista edzője, nevelő edzője, mesteredző és a magyar férfi tornászválogatott szövetségi kapitánya. Edzői munkái lólengés területén a legismertebbek. Felesége Figlár Gabriella, válogatott tornász, lányuk Orsolya (1988).

## Edzői pályafutása
1976 óta edzősködik, legeredményesebb tanítványa Berki Krisztián, akinek a nevelőedzője is egyben. Pályafutását 19 évesen a Tungsramban kezdte, akkoriban Bernáth Zoltán és Kajtor Zoltán válogatott tornászok edzője volt. 1988 és 1992 között Görögországban edzősködött, majd 1992-ben hazaköltözött a családjával és a KSI-ben folytatta tovább karrierjét 2001-ig. 1992-ben találkozott először Berki Krisztiánnal és került Krisztián a kezdő csoportjába. Azóta edzenek együtt. 
2008-tól a férfi tornászválogatott szövetségi kapitánya volt majd 10 évig, három év kihagyás után, 2020-tól az elnökség ismét kinevezte.
Pályafutása alatt kitalált új tornaelem: Berki elem - E értékű (2008)

## Díjai, elismerései
- Mesteredző (2006.)
- Az év edzője (2010)
- Az év edzője 3. hely (2011)
- A Magyar Érdemrend tisztikeresztje (2012.)
- Az év edzője 1-2. hely (holtverseny) (2012)
- Nemzeti Sportszövetség díjazottja 1. hely (2012)
- Az év edzője 3. hely (2014)